# Pezzo (Einheit)
Der Pezzo war ein Flächen- und Feldmaß im Kirchenstaat.
- 1 Pezzo = 26,352 Ar

Die Maßkette war:
- 1 Rubbia/Rubbio = 4 Quarte = 7 Pezzi = 16 Scorzi = 32 Quartucci = 112 Cateni quadrati = 3703 Canne architettoniche quadrati = 184,462 Ar